# NGC 494
NGC 494 es una galaxia espiral de la constelación de Piscis. 
Fue descubierta el 22 de noviembre de 1827 por el astrónomo John Herschel.